# Antiporus
Antiporus là một chi bọ cánh cứng trong họ Dytiscidae.
Chi này được Sharp miêu tả khoa học năm 1882.

## Các loài
Các loài trong chi này gồm:
- Antiporus bakewellii (Clark, 1862)
- Antiporus blakeii (Clark, 1862)
- Antiporus femoralis (Boheman, 1858)
- Antiporus gilbertii (Clark, 1862)
- Antiporus gottwaldi Hendrich, 2001
- Antiporus hollingsworthi Watts, 1997
- Antiporus interrogationis (Clark, 1862)
- Antiporus jenniferae Watts, 1997
- Antiporus mcraeae Watts & Pinder, 2000
- Antiporus pembertoni Watts, 1997
- Antiporus pennifoldae Watts & Pinder, 2000
- Antiporus simplex Watts, 1978
- Antiporus uncifer Sharp, 1882
- Antiporus willyamsi Watts, 1997
- Antiporus wilsoni Watts, 1978